# Гариссен, Оскар
Оскар Рудольф Гариссен (англ. Oscar Rudolph Gareissen; 6 июня 1866, Монтеррей, Мексика — 9 декабря 1924, Рочестер) — американский музыкальный педагог, хормейстер и органист.
Родился в семье музыкантов немецкого происхождения, бабушка Гариссена была солисткой придворного театра в Касселе, отец, также Оскар Гариссен (1831—1884), с 1880 года руководил любительским оркестром и хором в Галвестоне. Учился в Штутгартской консерватории у Генриха Ланга, затем в Кёнигсберге. По возвращении в США до 1897 года преподавал фортепиано, вокал, гармонию, историю музыки и музыкальную педагогику в Нормальной школе штата Мичиган (ныне Университет Восточного Мичигана в городе Ипсиланти); его преподавательские способности высоко оценивались. Затем жил и работал в Омахе. В 1907 году открыл студию обучения вокалистов в Вашингтоне. Выступал с концертами, в том числе в сопровождении пианиста Вальтера Руммеля.
С 1909 года жил и работал в Рочестере. В 1913 году основал и возглавил в Рочестере Фестивальный хор, одновременно руководил духовым оркестром. В 1914 году присоединился к организованной в Рочестере пианистом Альфом Клингенбергом и дирижёром Германом Досенбахом музыкальной школе, получившей после этого название DKG (по инициалам трёх ведущих преподавателей), а затем преобразованной в Институт музыкального искусства (англ. Institute of Musical Art). В 1918 году институт был продан изобретателю, бизнесмену и меценату Джорджу Истмену, основавшему на его базе Истменовскую школу музыки — здесь Гариссен стал одним из первых педагогов вокального отделения. Среди его учеников баритон Стюарт Грейси. Выступал также с открытыми лекциями по вопросам вокальной техники. Одновременно занимал должность органиста в рочестерской Кирпичной церкви.

## Семья
Первая жена (с 1888 года) — Хелен Ромберг (1870—1965), внучка немецкого американского поэта Иоганнеса Ромберга.
Вторая жена (с 1905 года) — Мэйбл Гариссен (урождённая Фонда; 1869—1924), дочь военного телеграфиста на Гражданской войне Тен Эйка Фонды (1838—1921) и тётя актёра Генри Фонды, певица и литератор, автор книги «Маленькие зарисовки о нашей национальной столице» (англ. Little Sketches & Glimpses of Our National Capital; 1907), получившей одобрительную оценку критики. В связи с тем, что её сын от первого брака лейтенант Джозайя Маккормик (1892—1918) погиб во Франции на полях Первой мировой войны, Мэйбл Гариссен была активной деятельницей организации «Матери Золотой звезды», объединяющей вдов и сирот погибших на службе американских военных, и в этом качестве выступала перед Конгрессом США, отстаивая нежелательность перевозки останков на территорию США для перезахоронения.